# Charlie Hebdo
Charlie Hebdo (произносится: [ʃaʁli ɛbdo], Шарли́ Эбдо́, рус. «Еженедельник Чарли») — французский литературно-художественный еженедельный журнал политической сатиры, выходит по средам. Публикует карикатуры, репортажи, дискуссии и анекдоты нонконформистского характера. Занимая левые и светские позиции (по словам Шарбоннье, редакционная политика журнала представляет «все составляющие плюралистической левой и даже абсентеистов»), высмеивает политиков, ультраправых, ислам и христианство.

## История

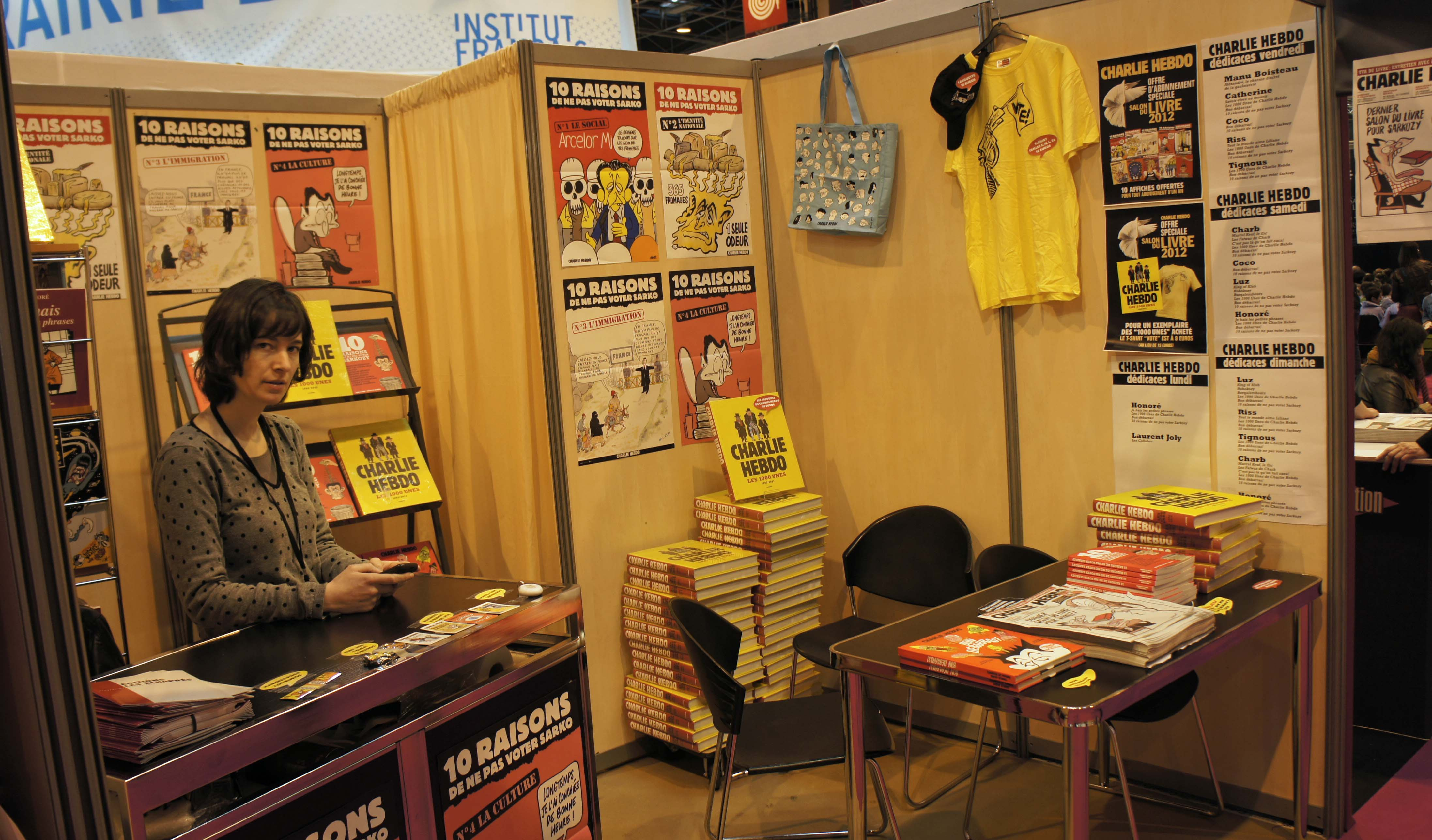
Стенд Charlie Hebdo, 2012 год

Журнал «Charlie Mensuel» был основан в 1969 году как ежемесячник и выходил до 1981 года, затем перестал выпускаться, однако уже в апреле 1982 года возрождён в качестве еженедельника. С 1960 года издавался другой предшественник «Charlie Hebdo», ежемесячный журнал «Хара-Кири», закрытый после грубой шутки о смерти Шарля де Голля в 1970 году. 23 ноября 1970 года вышел первый номер «Шарли Эбдо», название журнала содержит аллюзию на предысторию его существования.
Журнал публиковал карикатуры на ведущих политиков, святыни христианства и ислама, в том числе на пророка Мухаммеда, часто непристойного характера. Последней такой публикацией, в сентябре 2012 года, стал отклик на любительский фильм «Невинность мусульман» и последовавшие за ним беспорядки в арабских странах с американским присутствием.
Также в 2014 году журнал иронизировал над референдумом в Крыму и внешней политикой Путина в отношении Украины.
1 марта 2006 года журнал опубликовал «Манифест двенадцати» (фр. Manifeste des douze) против нового тоталитаризма — исламизма, как «новой мировой угрозы для демократии после фашизма, нацизма и сталинизма».

### Карикатурный скандал 2008 года
2 июля 2008 года в журнале «Charlie Hebdo» была опубликована карикатура за авторством 79-летнего художника Сине (полное имя — Морис Сине), убеждённого атеиста и коммуниста. В ней утверждалось, что сын президента Франции Николя Саркози Жан Саркози, который недавно обручился с наследницей сети бытовой техники «Darty» Джессикой Сибун-Дарти, «беспринципный оппортунист, который далеко пойдёт». «Жан Саркози — достойный сын своего отца, он делает блестящую карьеру, а суд едва не наградил его аплодисментами после несчастного случая на дороге, когда он стал причиной ДТП и скрылся с места преступления» — сообщала подпись к картинке. Художник намекал на происшествие 14 октября 2005 года, когда Жан Саркози на своём мотороллере врезался в BMW, после чего скрылся с места аварии (29 сентября 2008 года суд признал его невиновным). Карикатурист подытожил, что ради выгодного брака сын президента готов перейти в иудаизм (избранница Жана — еврейка по национальности, и пресса раздувала слухи о том, что сын Саркози намерен поменять католицизм на иудаизм).
Главный редактор «Charlie Hebdo» Филипп Валь назвал эту публикацию «мелочной и лживой», потребовав от художника, чтобы тот отказался от карикатуры. Сине ответил: «Скорее я отрежу себе яйца!» и был уволен по обвинению в антисемитизме. Главного редактора также поддержала «Международная Лига против расизма и антисемитизма». Карикатуру Сине раскритиковала министр культуры Франции Кристин Альбанель, назвав картинку «отражением древних предрассудков, которые должны исчезнуть раз и навсегда».

### Нападение 7 января 2015 года
7 января 2015 года в ходе вооружённого нападения на офис редакции в Париже были убиты 12 человек, включая двух полицейских. Причём один из полицейских, которого сбили с ног, был убит в упор, в лежачем положении. Нападавших было двое, они произвели около тридцати выстрелов из автоматического оружия. Среди погибших — рисовальщики-карикатуристы Стефан Шарбоннье (известный под псевдонимом Шарб; 47 лет), Жан Кабю (76 лет), Жорж Волински (80 лет) и Бернар Верлак (57 лет). По сообщениям СМИ, нападение произошло спустя несколько часов после появления в «Твиттере» издания карикатуры на лидера группировки ИГИЛ Абу Бакра аль-Багдади.

#### Общественный резонанс
Нападение вызвало волну протестов. В Париже прошёл грандиозный марш в память о жертвах терактов, в котором приняли участие несколько десятков глав государств мира, в частности Бельгии, Великобритании, Германии, Испании, Италии, Польши, Украины и других. Другие страны прислали своих представителей. От России присутствовал глава МИД Сергей Лавров.

Слоган Je suis Charlie в стандартной форме

Среди российской общественности нападение вызвало смешанную реакцию. Представитель Московского Патриархата заявил, что терроризм не может быть оправдан, но участники кампании Je suis Charlie ошибочно, по его мнению, ставят свободу слова выше чувств верующих. Роскомнадзор призвал российские СМИ воздержаться от публикации карикатур на религиозные темы.
После нападения террористов фраза Je suis Charlie (рус. Я — Шарли) стала лозунгом защитников свободы слова во всем мире. Дизайн лозунга — бело-серая надпись характерным шрифтом Charlie Hebdo на чёрном фоне — создан французским художником и журналистом Йоахимом Ронсаном (Joachim Roncin). Защитники свободы слова во всем мире используют и другие символы: плакат «Не боюсь», изображения перьев, карандашей и проч. Однако наиболее популярным символом остается плакат Je suis Charlie.
17 января 2015 года в столице Ингушетии городе Магас состоялся многотысячный митинг против всех опубликованных в журнале карикатур на пророка Мухаммеда и их дальнейшей публикации.
19 января Глава Чечни Рамзан Кадыров организовал в Грозном многотысячный марш против карикатур на пророка Мухаммеда; по данным МВД России, акция собрала более миллиона человек.

#### Память
Власти Парижа решили присвоить изданию Charlie Hebdo звание «Почётный гражданин города Парижа».
Власти французского города Ла-Трамблад в департаменте Приморская Шаранта решили переименовать одну из городских площадей в честь еженедельника Charlie Hebdo. Как сообщил мэр муниципалитета Жан-Пьер Тайё, новое название получит небольшая площадь, расположенная рядом с библиотекой Ла-Трамблад.
Чуть меньше, чем через год после трагедии, 5 января 2016 года, президент Франции Франсуа Олланд, премьер-министр Мануэль Вальс и мэр Парижа Анн Идальго открыли мемориальные доски в память о погибших:
- на улице Николя-Аппер в XI округе Парижа, где ранее располагалась редакция еженедельника;
- на бульваре Ришар-Ленуар, где был убит полицейский Ахмед Мерабе;
- на здании магазина «Ипер-Кошер» вблизи Порт-де-Винсен в Париже[21].

Накануне рядом с местом гибели Ахмеда Мерабе уличный художник, известный под псевдонимом С215, изобразил на стене здания портрет погибшего полицейского, а бывшие коллеги последнего — раскрашенный в цвета национального флага тег со словами Je suis Ahmed (я — Ахмед) на тротуаре напротив мемориальной доски.
9 января 2016 года ещё одна мемориальная доска была открыта президентом Олландом в Монруже, где за год до этого от рук террористов погибла 25-летняя муниципальная полицейская Кларисса Жан-Филипп. Также была переименована улица, на которой произошла трагедия: из авеню Пе в авеню Пе — Кларисса Жан-Филипп (фр. avenue de la Paix — Clarissa Jean-Philippe.

### Карикатуры на крушение A321 над Синайским полуостровом
В ноябре 2015 года журнал опубликовал две карикатуры на катастрофу российского самолёта A321 над Синайским полуостровом, что вызвало негативную реакцию МИД РФ и Государственной думы; карикатуры расценены как «циничные», «кощунство» и «глумление над памятью погибших». Последовала реакция и с французской стороны.

### Сатирические иллюстрации про крушение Ту-154 в 2016 году в Сочи
28 декабря 2016 года опубликованы карикатуры на катастрофу самолёта Ту-154 Минобороны России под Сочи, в которой погибло 92 человека и на убийство посла РФ в Турции Андрея Карлова.

## Тираж
14 января 2015 года вышел очередной, 1178-й, номер журнала тиражом 3 млн экземпляров. В Париже был раскуплен за 15 минут. Тем самым журнал установил абсолютный рекорд за всю историю французской прессы. В будущем (четверг-пятница) планировалось увеличить тираж до 5 млн экземпляров. С допечаткой довести до 7 миллионов.
В начале февраля выпуск журнала был временно приостановлен, но возобновлён 24 февраля (предыдущий номер достиг тиража 8 миллионов).

## Стоимость
Стандартная стоимость журнала — 3 евро. Своеобразный неофициальный рекорд стоимости для свежего номера журнала на аукционе eBay составил до 300 евро.
Рекордная стоимость одного экземпляра предпоследнего номера, с которого начались дальнейшие события[когда?]

, достигла на аукционе eBay 80 000 долларов США.

## Руководство
Главными редакторами Charlie Hebdo были
- Франсуа Каванна (1969—1981),
- Филипп Валь[англ.] (1992—2009),
- Стефан Шарбоннье (2009—2015)
- Жерар Бьяр (с 2015).

## Критика
По оценке портала «Православие и мир», «тезис о том, что атака на журнал — это попытка ограничить свободу слова, стал общим местом во многих изданиях». Ряд российских критиков не считает журнал выражением свободы слова.
Политолог Алла Ярошинская заявила по этому поводу:

Я, несомненно, за свободу слова, и в своё время немало сделала для того, чтобы она, наконец, появилась в СССР и в России. Однако я абсолютно против такой «свободы» слова, которую десятилетиями практиковал журнал «Шарли Эбдо». Жаль, что власть и лидеры некоторых стран, вместо того чтобы, осудив убийство, исламских радикалов и, выразив общественную солидарность, дать оценку также и провокационной «журналистике», пошли по пути нагнетания межрелигиозных страстей и ложного понимания свободы слова. Как можно не понимать, что выход нового журнала «Шарли Эбдо» с карикатурами на пророка Мухаммеда — это, по крайней мере, неумно. Я уже не говорю про пресловутую западную толерантность и обычное человеческое уважение чужих святынь.
Рассуждая о традициях смеховой культуры у разных народов, о роли французской карикатуры в десакрализации власти в эпоху Французской революции, культуролог, историк и искусствовед Григорий Ревзин считает, что карикатуры журнала «Шарли Эбдо» не имеют отношения к свободе слова, относя их к явлениям «гораздо более древней свободы — освобождения от оков цивилизованности, раскрепощения животного начала в себе»: 

«…по уровню художественного замысла, глубине мысли и языку они сродни картинкам в публичном сортире, хотя по тематике несколько шире. И всё же принцип свободы слова существует не для того, чтобы рассказывать похабные истории о Боге и церкви, государстве и семье, великих и мелких людях».
Верховный муфтий России Талгат Таджуддин, комментируя размещение карикатуры на пророка Мухаммеда в «Шарли Эбдо», заявил, что считает недопустимым печатать любые карикатуры, порочащие святых — исламских, христианских или иудейских: «В Европе это довело до убийства людей. Такие провокации должны вызывать в обществе порицание».
Российский политик, депутат Законодательного собрания Санкт-Петербурга Виталий Милонов призвал внести «Шарли Эбдо» в список экстремистской литературы, запрещенной в России:

Этот журнал разжигает межрелигиозную рознь и его публикации, как мы видим, ведут к эскалации насилия. Этим запретом мы хотим упредить выход русской версии журнала. Подобного рода идеи и картинки не найдут поддержки у подавляющего числа россиян.
Иной позиции придерживается ряд публицистов, отмечающих, что именно благодаря сомнительному уровню и малоприятному характеру юмора «Шарли Эбдо» и служит наилучшим показателем свободы слова, поскольку весь смысл свободы слова — в том, что разрешены в том числе и неумные, некрасивые, вызывающие у других недовольство высказывания.
Размышляя о правомерности табу на критику систем ценностей в принципе, публицист Иван Давыдов проводит границу «конфликта цивилизаций» «между теми, кто способен проблематизировать собственные ценности, и теми, кто пока не ощутил важности этого навыка»: 

«…выбирая сторону в сложноописуемом конфликте цивилизаций, помните: нет таких ценностей, которые хоть кого-нибудь, да не оскорбили бы. <…> А оправдывая возможность карать за слова, — не важно, за какие именно слова, — вы не себя оправдываете, но того, кто однажды придёт вас убить».
В ноябре 2015 года журнал опубликовал две карикатуры на катастрофу российского самолёта A321 над Синайским полуостровом, что вызвало негативную реакцию в Госдуме и МИД РФ.